# Mercedes-Benz W 143
Der Mercedes-Benz Typ 230 (N) wurde 1937 als Nachfolger des Typ 230 (W 21) vorgestellt.

## Typ 230 N (1937)
Der Wagen wurde auf dem kurzen Fahrgestell mit Pendelachse hinten und achsloser Konstruktion mit Querblattfedern vorne des Typ 200 (W 21) gebaut. Die Karosserie war länger und breiter als die seines Vorgängers. Der Sechszylinder-Reihenmotor mit 2229 cm³ Hubraum und 55 PS (40 kW) stammte ebenfalls aus dem W 21, hatte aber ein Vierganggetriebe. Ab Werk standen zwei- oder viertürige Limousinenkarosserien, das Cabriolet A oder C, ein Roadster  und ein rollfähiges Fahrgestell zur Wahl. Der Kühlergrill ist etwas gepfeilt, nach hinten geneigt und ohne Querbügel für die Scheinwerfer, was dem Fahrzeug ein schnittigeres Aussehen gibt. Das Fahrzeug erreicht eine Höchstgeschwindigkeit von 116 km/h.
Diese Modelle auf kurzem Fahrgestell fanden jedoch wenig Anklang beim Publikum, sodass sie noch im Jahr des Erscheinens wieder aus dem Programm genommen wurden.

## Typ 230 (1936–1941)

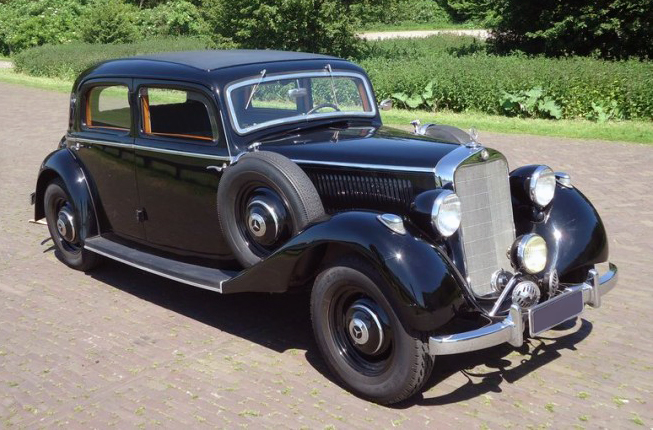
Mercedes-Benz Typ 230 Front

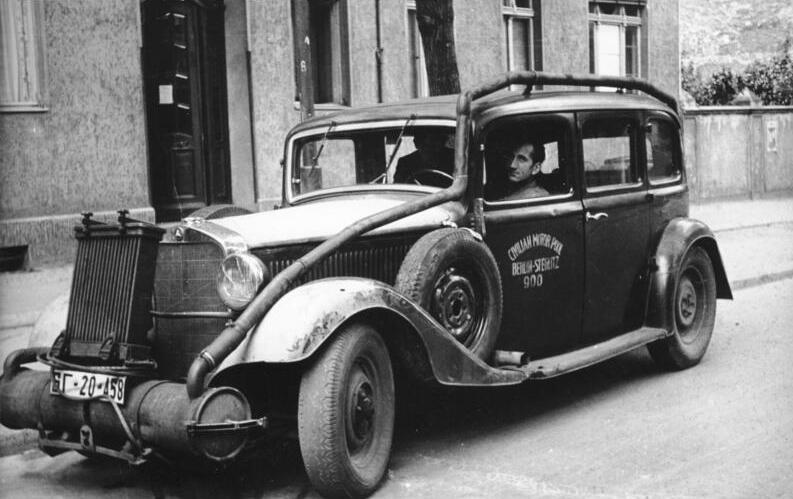
Mercedes-Benz Typ 230 Taxi (lang) mit Holzgasgenerator

Zusammen mit den vorher erwähnten Modellen wurden die Versionen auf dem langen Fahrgestell des Typs W 21 angeboten. Auch in diesem Falle waren die Karosserien länger und breiter als die der Vorgänger. Technisch bestand kein Unterschied zum Typ 230 n; außer dem Fahrgestell, der viertürigen Limousine und dem Cabriolet A wurden auch noch die Cabriolets B und D, Pullman-Limousinen, Kraftdroschken (Taxi) und ein sechssitziger Tourenwagen mit Cabrioverdeck und ohne Seitenscheiben angeboten.
Auch der Typ 260 D mit Dieselmotor, der vorher auf dem Fahrgestell des W 21 erschienen war, wurde 1937 auf die neue Bauform umgestellt.
Die Modelle mit langem Fahrgestell waren bis 1941 erhältlich.

## Technische Daten
|                                              | 230 | 230 N | 230 |
| -------------------------------------------- | --- | --- | --- |
| Konstruktionsbezeichnung                     | W 143 | W 143 | W 143 |
| Bauzeit                                      | 1936–1937 | 1937 | 1937–1941 |
| Motor                                        | | | |
| Arbeitsverfahren                             | Viertakt-Otto | Viertakt-Otto | Viertakt-Otto |
| Anordnung im Fahrzeug                        | vorn, längs; stehend | vorn, längs; stehend | vorn, längs; stehend |
| Motor-Typ / -Baumuster                       | M 143 | M 143 | M 143 |
| Zylinderzahl / -anordnung                    | 6 / Reihe | 6 / Reihe | 6 / Reihe |
| Bohrung × Hub                                | 72,5 × 90 mm | 72,5 × 90 mm | 72,5 × 90 mm |
| Hubraum                                      | 2229 cm³ (nach Steuerformel 2213 cm³) | 2229 cm³ (nach Steuerformel 2213 cm³) | 2229 cm³ (nach Steuerformel 2213 cm³) |
| Verdichtung (ε)                              | 6,6 | 6,6 oder 7,25 | 6,6 oder 7,25 |
| Leistung / bei                               | 55 PS (40,5 kW) bei 3600/min | 55 PS (40,5 kW) bei 3600/min | 55 PS (40,5 kW) bei 3600/min |
| Drehmoment / bei                             | 13,9 mkp (136 N·m) bei 1800/min | 13,9 mkp (136 N·m) bei 1800/min | 13,9 mkp (136 N·m) bei 1800/min |
| Ventilanordnung / -anzahl                    | 1 Einlass, 1 Auslass / seitlich stehend | 1 Einlass, 1 Auslass / seitlich stehend | 1 Einlass, 1 Auslass / seitlich stehend |
| Ventilsteuerung                              | 1 seitliche Nockenwelle | 1 seitliche Nockenwelle | 1 seitliche Nockenwelle |
| Nockenwellenantrieb                          | über Stirnräder | über Stirnräder | über Stirnräder |
| Gemischbildung                               | 1 Doppel-Fallstromvergaser Solex 30 JFFK | 1 Doppel-Fallstromvergaser Solex 30 JFKK | 1 Doppel-Fallstromvergaser Solex 30 JFKK |
| Kraftstofftank: Anordnung / Fassungsvermögen | Motorraum / 38 l; Limousine, Cabriolet: im Heck / 45 l | im Motorraum / 38 l | im Heck / 50 l |
| Fahrwerk und Kraftübertragung                | | | |
| Rahmenausführung                             | Kastenprofil-Pressstahl-Niederrahmen | Kastenprofil-Pressstahl-Niederrahmen | Kastenprofil-Pressstahl-Niederrahmen |
| Radaufhängung; vorne                         | je 1 Querfeder oben und unten | je 1 Querfeder oben und unten | je 1 Querfeder oben und unten |
| Radaufhängung; hinten                        | Pendelachse | Pendelachse | Pendelachse |
| Federung; vorne                              | Querfedern | Querfedern | Querfedern |
| Federung; hinten                             | Doppel-Schraubenfedern | Doppel-Schraubenfedern | Doppel-Schraubenfedern |
| Lenkung                                      | Schneckenlenkung mit Lenkfinger von ZF nach Lizenz von Ross | Schneckenlenkung mit Lenkfinger von ZF nach Lizenz von Ross                                                                                      | Schneckenlenkung mit Lenkfinger von ZF nach Lizenz von Ross |
| Bremsanlage (Fußbremse)                      | hydraulisch auf Innenbackenbremsen an Vorder- und Hinterrädern wirkend | hydraulisch auf Innenbackenbremsen an Vorder- und Hinterrädern wirkend                                                                           | hydraulisch auf Innenbackenbremsen an Vorder- und Hinterrädern wirkend |
| Feststellbremse (Handbremse)                 | mechanisch; Außenbandbremse vorn am Differentialgehäuse | mechanisch; auf Antriebswelle, ab 1938 auf Hinterräder wirkend                                                                                   | mechanisch; auf Antriebswelle, ab 1938 auf Hinterräder wirkend |
| Räder                                        | Scheibenräder | Scheibenräder | Scheibenräder |
| Felgen                                       | Tiefbettfelge 4,00 E x 16 und 4,50 E x 16 | k. A. | k. A. |
| Reifen                                       | 5,25-17 oder 5,50-17 | 5,50-17 | 5,50-17; ab 02.1938: 6,50-16 |
| Angetriebene Räder                           | Hinterräder | Hinterräder | Hinterräder |
| Kraftübertragung                             | Kardanwelle | Kardanwelle | Kardanwelle |
| Getriebe und Fahrleistungen                  | | | |
| Getriebe                                     | 3-Gang-Schaltgetriebe mit zusätzlichem Schnellgang | bis 9/1937: 4-Gang-Schaltgetriebe; ab 9/1937: 4-Gang-Schaltgetriebe ZF                                                                           | bis 9/1937: 4-Gang-Schaltgetriebe; ab 9/1937: 4-Gang-Schaltgetriebe ZF |
| Schaltung                                    | Schalthebel Wagenmitte | Schalthebel Wagenmitte | Schalthebel Wagenmitte |
| Kupplung                                     | Einscheiben-Trockenkupplung | Einscheiben-Trockenkupplung | Einscheiben-Trockenkupplung |
| Getriebeart                                  | Zahnrad-Wechselgetriebe | Zahnrad-Wechselgetriebe | Zahnrad-Wechselgetriebe |
| Getriebe-Übersetzung                         | I. 3,33; II. 1,71; III. 1,0; S. 0,73 | bis 09.1937: I. 3,83; II. 2,02; III. 1,44; IV. 1,0; ab 09.1937: I. 3,75; II. 2,02; III. 1,49; IV. 1,0                                            | bis 09.1937: I. 3,83; II. 2,02; III. 1,44; IV. 1,0; ab 09.1937: I. 3,75; II. 2,02; III. 1,49; IV. 1,0 |
| Achsantriebsübersetzung                      | 6,38 oder 6,45 | 4,70 oder 4,50 | 4,70 oder 4,50 |
| Höchstgeschwindigkeit                        | 110 km/h | 116 km/h | 112 km/h |
| Kraftstoffverbrauch                          | 16 l | 14 l | Straße 16 l |
| Abmessungen und Gewichte                     | | | |
| Radstand                                     | 3050 mm | 2700 mm | 3050 mm |
| Spur vorne / hinten                          | 1340 / 1380 mm | 1370 / 1390 mm | 1370 / 1390 mm; ab 1938: 1382 / 1412 mm |
| Länge                                        | 4390 mm (Pullman 4550 mm) | 4400 mm | 4580 mm (Pullman 4790 mm) |
| Breite                                       | 1630 mm | 1710 mm | 1710 mm |
| Höhe                                         | 1600 mm | 1600 mm | 1610 mm |
| Gewicht des Fahrgestells                     | 1000 kg | 950 kg | 1000 kg |
| Leergewicht (Wagengewicht)                   | Pullman-Limousine: 1500 kg | Limousine: 1320 kg; Cabriolet C: 1420 kg | Limousine: 1450 kg; Pullman-Limousine: 1580 kg |
| Zul. Gesamtgewicht                           | 1900 kg | 1800 kg | 1900 kg |
| Allgemeine Daten                             | | | |
| Stückzahl                                    | insgesamt 19.324 (bis 1941) | 966 | insgesamt 19.324 (seit 1936) |
| Preise                                       | Fahrgestell: 4.675 RM Pullman-Limousine (6 Sitze): 6.725 RM Pullman-Landaulet (6 Sitze): 7.025 RM Tourenwagen (6 Sitze): 7.125 RM Limousine (4 Türen): 5.875 RM Cabriolet B: 7.165 RM Cabriolet D: 8.375 RM Cabriolet A: 11.675 RM | Fahrgestell: 4.200 RM Limousine (2 Türen): 4.990 RM Limousine (4 Türen): 5.270 RM Cabriolet C: 6.500 RM Roadster: 6.500 RM Cabriolet A: 7.500 RM | Fahrgestell: 4.675 RM Limousine (4 Türen): 5.875 RM Cabriolet B: 7.615 RM Cabriolet D: 8.375 RM Cabriolet A: 9.500 RM Pullman-Limousine: 6.725 RM Pullman-Landaulet: 7.075 RM Tourenwagen (6 Sitze): 7.125 RM Droschken-Limousine: 6.075 RM Droschken-Landaulet: 6.275 RM |
| Belege                                       | | | |